# Club Bàsquet Manresa
El Club Bàsquet Manresa fou un club català de bàsquet de la ciutat de Manresa que jugà entre les dècades de 1950 i 1990.
Els primers clubs de basquetbol de la ciutat de Manresa foren el Manresa BB (1931) i el CEC Bages (1932). El 23 d'agost de 1934 ambdós clubs es fusionaren constituint-se la Unió Manresana de Basquetbol. L'any 1940 la Unió Manresana passà a formar part del Centre d'Esports Manresa, adoptant-ne el nom i colors. Posteriorment, la secció es separà del club i es creà el Manresa Esportiu Bàsquet (1979, actual Bàsquet Manresa). A començament dels anys 1940 també existí a la ciutat el CD Oriamendi, de vida breu.
L'any 1944 es va fundar la secció de basquetbol del Club Natació Manresa. Davant les dificultats que representava mantenir la secció federada, es decidí escindir-la i constituir un nou club amb el nom Club Bàsquet Manresa. Al setembre del 1954 inaugurà la pista del Castell. El club ascendí ràpidament al Campionat de Catalunya i la temporada 1954-55 arribà a la primera divisió catalana. Amb la creació de la lliga espanyola passà a segona divisió, on jugà fins a l'ascens a la primera espanyola la temporada 1972-73. Només s'hi va poder mantenir una temporada. Des d'aleshores, el club es mantingué en un segon nivell, mentre que el Manresa EB, el rival ciutadà, jugava a primera divisió.
L'any 1992 les categories inferiors del club s'integraren en les del Manresa Esportiu Bàsquet per a formar la Unió Manresana de Bàsquet i uns anys més tard, el 1999, l'equip sènior també s'hi afegí, convertint-se en CB i Unió Manresana del Foment del Bàsquet Fundació Privada.

## Palmarès
- Copa Hernán: 1945